# Верединья
Верединья (порт. Veredinha) — муниципалитет в Бразилии, входит в штат Минас-Жерайс. Составная часть мезорегиона Жекитиньонья. Входит в экономико-статистический микрорегион Капелинья. Население составляет 5732 человека на 2007 год. Занимает площадь 635,262 км². Плотность населения — 8,8 чел./км².

## История
Город основан 22 декабря 1995 года.

## Статистика
- Валовой внутренний продукт на 2003 год составляет 15 010 769,00 реалов (данные: Бразильский институт географии и статистики).
- Валовой внутренний продукт на душу населения на 2003 год составляет 2759,84 реалов (данные: Бразильский институт географии и статистики).
- Индекс развития человеческого потенциала на 2000 год составляет 0,669 (данные: Программа развития ООН).